# Didier Sinclair
Didier Sinclair (*11. červenec 1965 Montpellier – 30. říjen 2008) byl francouzský DJ a hudební producent.

## Kariéra
Jako nováček francouzských rádií začal Didier svou kariéru v roce 1982 na různých stanicích v rodném Montpellieru jako DJ a designer.
O dva roky později, tedy v roce 1984 už pracoval pro přednější francouzská radia, jako NRJ radio nebo FUN Radio. Od roku 1987 do roku 1991 působil jako DJ v klubu pro homosexuály na jihu Francie, pojmenovaném „Le Phébus“. Začal hrát styl house, což mu přineslo úspěch a v roce 1991 přesun do Paříže.
V roce 1992 byl zaměstnán u rádia FG DJ Radio, kde připravoval mixy pro denní vysílání, a to pro radio, které jako první ve Francii i na světě hrálo především elektronickou hudbu. O rok později pro stejné rádio vytvořil mix nazvaný „Rave Action“, kterého dokázal prodat přes 15 tisíc kopií.
V roce 1994 rádio opustil a podepsal smlouvu společnosti Barclay, kterou vlastnilo Universal Group. Pracoval zde jako „A&R“ a konzultant pro elektronickou hudbu. Podle průzkumu časopisu CODA Magazine se v roce 1997 stal čtvrtým nejlepším francouzským DJem. Ve stejném roce se pak vrátil do rádia FG DJ Radio a hrál na této stanici každý čtvrtek.
Od roku 1995 působil jako hudební producent a vyprodukoval nejednu úspěšnou kompilaci. V České republice se jeho nejúspěšnějším hitem stala píseň Do you speak?, kde hlavní hlas patří zpěvačce Lidy V. Tento hit se v českém hudebním žebříčku IFPI v roce 2008 dostal na 16. místo hitparády.

## Tvorba
- 1995 - Flash it EP
- 1996 - The funkysterix EP
- 1998 - Mind games EP
- 1999 - Groove 2 Me
- 2000 - Lovely Flight
- 2002 - Galactix & Upside night
- 2004 - Groove 2 Me rmx s Wally Lopezem
- 2004 - Hook s Davidem Duriezem
- 2004 - Heavenly s DJ Chris Pi
- 2005 - Dancefloor FG - Winter 2005
- 2005 - Fantasy world s DJ Chris Pi
- 2005 - In the club
- 2006 - Mix Club Paris
- 2007 - Feel the wave (remixováno Alexem Gaudinem, Ali Payamim a Balazkem)
- 2008 - Do you speak? (s Lidy V, remixováno Alexem Gaudinem a dvojicemi Moss & Szade a Trick & Kubic)

## Smrt
Didier Sinclair zemřel 31. října 2008 po blíže nespecifikované nemoci, pravděpodobně rakovině.